# Delfinológia
A delfinológia a politikai textológia területére tartozó irodalmi-társadalmi fogalom. Irodalmi szövegeknek meghatározott célközönség számára létrehozott változataival foglalkozik. A kifejezést Szörényi László alkotta meg, használta először. E témakörben első publikációjára a 2000 c. folyóirat 1989-es évfolyamában került sor.

## A név eredete
A delfinológia szó nem a tengeri emlősre utal, hanem a latin nyelvű „ad usum Delphini” (magyarul a trónörökös használatára – dauphin) kifejezésből, amellyel a XIV. Lajos francia király fiának készített (azaz csonkított vagy átírt) szöveget jelölték meg. Eredetileg tehát gyermekeknek szánt, módosított változatokról volt szó, jellemzően erkölcsvédelmi célzattal.

## Magyarországon
A delfinesítés Magyarországon már a 19. században is jelen volt, ám igazán a szocializmus korában kapcsolódott össze a politikai cenzúrával. A Haynau alatti cenzúra idején még egyszerűen üres fehér helyek maradtak a kihúzott részek helyén – ezzel szemben a második világháborút követő időszak delfinesítési tevékenysége olyan szövegmódosításokat hozott létre, ahol a szöveg integritását megkísérelték helyreállítani. Ily módon a gyanútlan olvasó nem nagyon vehette észre, hogy csonkítások érték a szöveget, annál is kevésbé, mert kritikai kiadások is készültek olyan módon, ami elfedte a valódi szövegváltozatokat.
A Magyarországon 1948 után megjelent szövegek közül nagyrészt a Trianon utáni időben születettekre leselkedett a csonkítás vagy átírás veszélye – a régi/új határok problematikájával foglalkozó részek rendszerint áldozatul estek, és a „szomszédos/testvéri szocialista népek érzékenységére való tekintettel” egészen egyszerűen eltűntek számos új kiadásból. A korábbi keletkezésű szövegekből pedig minden oroszellenes, vagy bármely testvéri nép „gúnynevét” használó utalás el kellett hogy tűnjön, még akkor is, ha az eredeti szövegben stilisztikailag egyáltalán nem volt gúnyos.
A „delfinesített” szövegekben tehát a szerkesztők jellemzően átírták a klerikális, a szovjet- vagy oroszellenes, a baráti szocialista népeknek kényelmetlen, valamint a revizionista részeket – az eredeti szövegek ismeretében az ilyen változtatások felismerhetők az újraolvasás során. Talán nehezebben nyomon követhető, amikor a moralizáló részeket egy egyébként eseménydús hosszabb szövegből egyszerűen kihagyták, mint ahogy történt ez a Nagy Indiánkönyv szocialista fordításával, ami James Fenimore Cooper panteista nézetei nélkül jelent meg.
A delfintelenítés az eredeti szöveg visszaállítása. Ennek demonstratív esete történt például azon a Ferdinandy György-esten a szegedi Móra Kollégiumban az 1990-es években, amikor a beszélgetést vezető, a delfinológiát a modern magyar filológiába bevezető Szörényi László irodalomtörténész az estet a novelláskötetből kihúzott félmondatokkal kezdte, a jelen lévő olvasók pedig javíthatták saját példányukat.

## Példák
József Attila Nem, nem, soha! című, 1922-es (17 éves korában írott) irredenta verse a szocializmus idején a rendszerváltásig nem jelenhetett meg. Jobb esetben a szöveggondozók utószóban jelezhették, hogy a kiadásból azért maradt ki, mert sérti a szomszéd népek nemzeti érzületeit. Lévén „a kultúrpolitika igyekezett szőnyeg alá söpörni a szocialista táborba tartozó országokkal szembeni konfliktusainkat.”
Szabó Lőrinc Esik a hó című gyermekverse 1932-ben íródott. A szovjet–magyar barátság idején a muszka szó azonban már tabunak minősült, és a névtelen delfinológus-cenzornak mindössze a rímképlet megtartását biztosító semleges szóra kellett találni. Így lett az évtizedekig szavalt változat a „fehér már az utca, / fehér már a puszta, / pepita a néger”. Ma már újra lehetne használni a muszkát, mára viszont a néger szó használata számít politikailag nem korrektnek.
Móra Ferenc Zengő ABC című könyvén generációk tanultak olvasni. A rendszerváltás utáni kiadásokban ismét Isten a jó, nem az anya („Jó az Isten, / jót akar”), viszont az illusztráció maradt az „eredeti” (a delfinesített szöveg illusztrációja), így a visszaállított eredeti szöveggel nincsen összhangban.
Kosztolányi Dezső Vers Csáth Gézához című verséből teljesen kimaradt a következő versszak:
Ah jól siess. Szíved még egyszer megszakad tán,
Ha hosszan bolygasz a cyrillbetüs Szabadkán,
S nem értenek.